# Haley Barbour
Haley Reeves Barbour (Yazoo City, 22 ottobre 1947) è un politico e avvocato statunitense, membro del Partito Repubblicano e governatore del Mississippi dal 2004 al 2012.

## Biografia
Più giovane di tre fratelli, Haley Barbour ha conseguito un dottorato in giurisprudenza all'Università del Mississippi. Lavorò in seguito presso lo studio legale del padre nella sua città a Yazoo City.
Avvicinatosi alla politica nel Partito Repubblicano, nel 1976 gestì la campagna elettorale del presidente Gerald Ford. Nel 1982 si candidò alla carica di senatore per il Mississippi ma venne sconfitto dal senatore uscente John C. Stennis. In seguito prestò servizio come assistente politico durante la presidenza Reagan oltreché aver lavorato per la campagna presidenziale di George H. W. Bush per le elezioni del 1988.
Nel 1993 viene eletto presidente del Partito Repubblicano restando in carica fino al 1997.
Nel 2003 viene eletto governatore del Mississippi con il 52% dei voti battendo il governatore uscente Ronnie Musgrove. Viene poi riconfermato nel 2007. Nel 2009 diventa presidente dell'Associazione Governatori Repubblicani dopo le dimissioni del suo leader Mark Sanford.

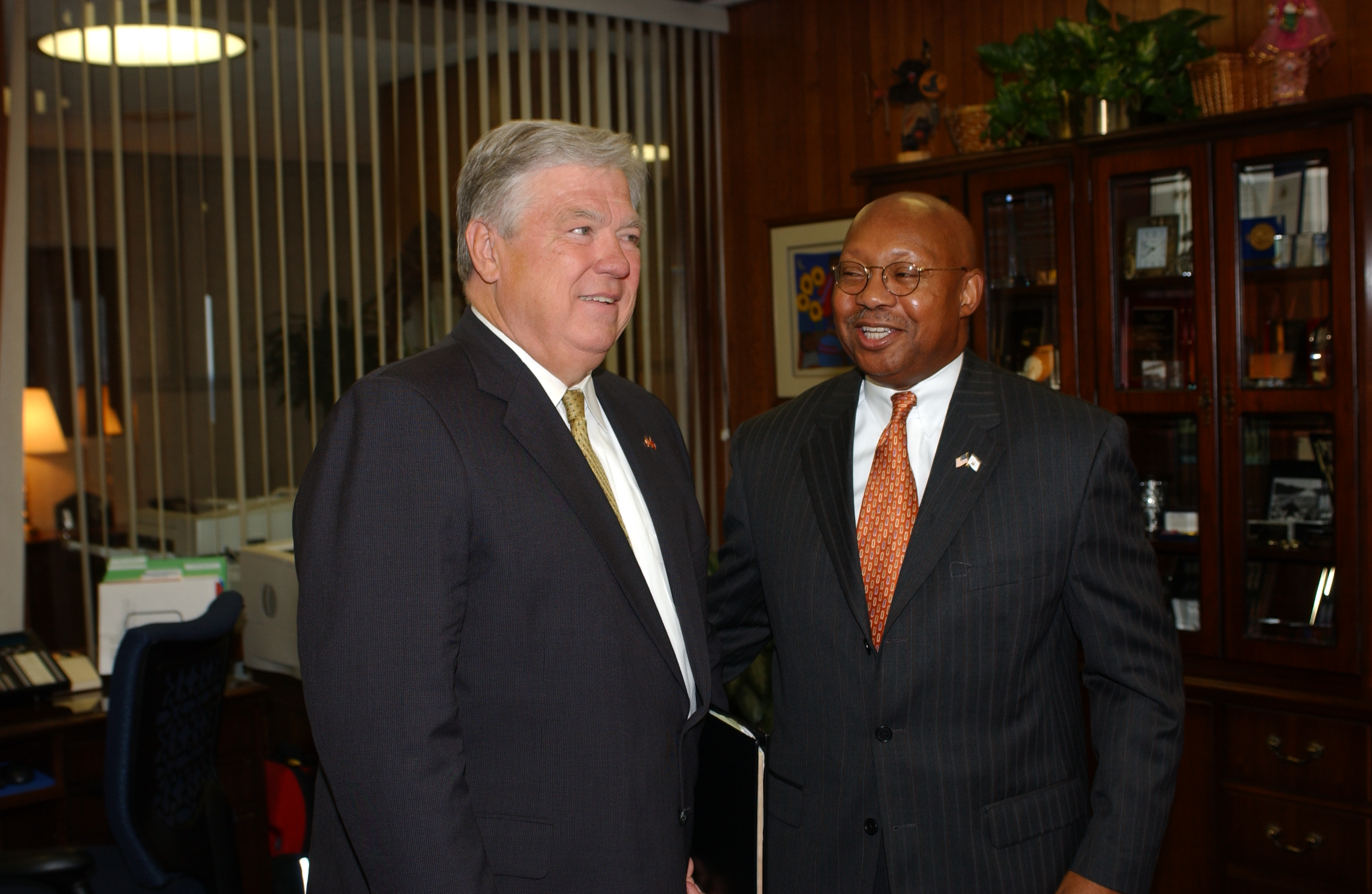
Haley Barbour con il Segretario della Casa e dello Sviluppo Urbano Alphonso Jackson

Dopo aver terminato il proprio mandato di governatore, Barbour ha ripreso la sua attività di lobbing come senior partner del gruppo BGR, che ha co-fondato nel 1991.